# Wollige Rebenschildlaus

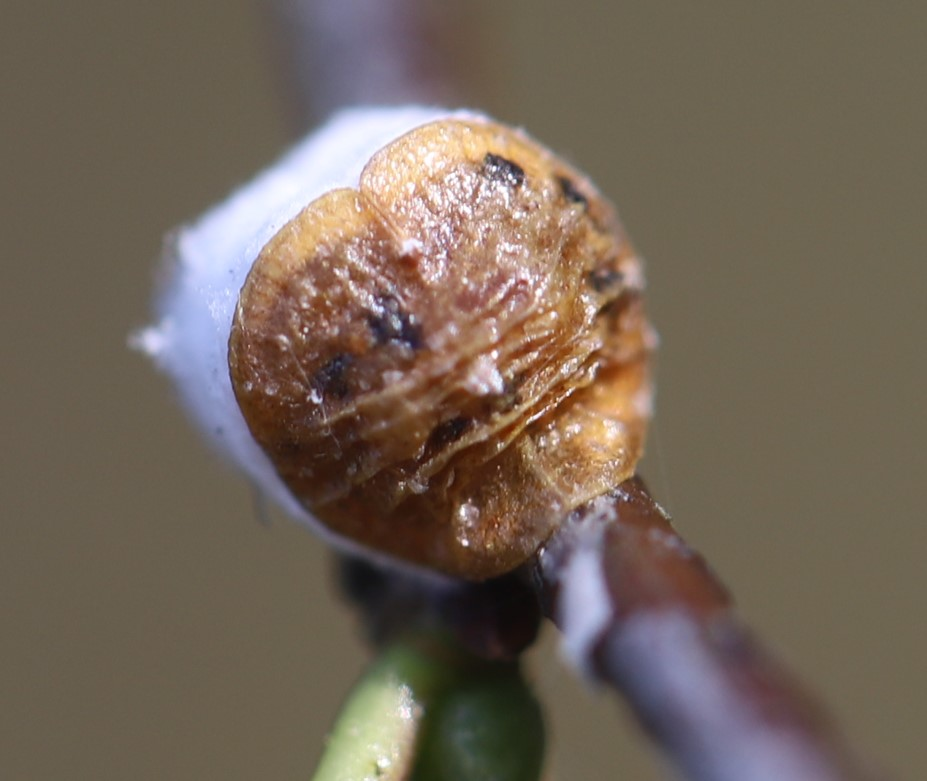

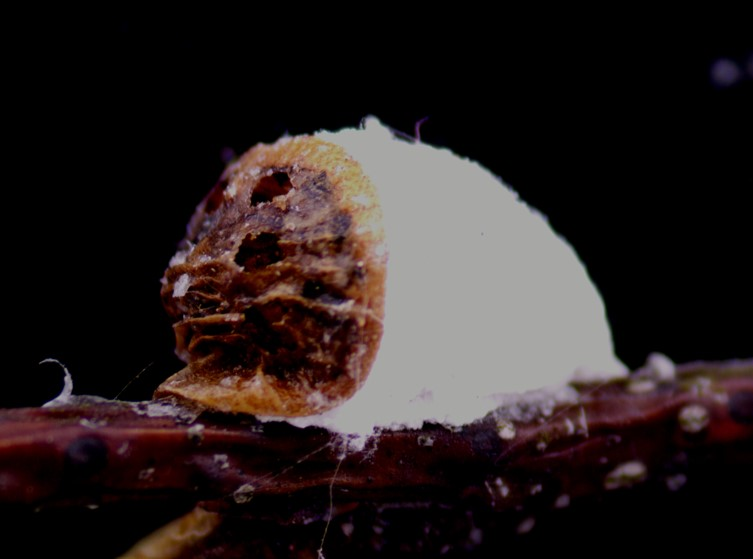
Austrittslöcher von Erzwespen der Familie Encyrtidae

Die Wollige Rebenschildlaus (Pulvinaria vitis) ist eine Schildlaus aus der Familie der Napfschildläuse (Coccidae). Die Art wurde von Carl von Linné im Jahr 1758 als Coccus vitis erstbeschrieben. Das lateinische Art-Epitheton vitis bezieht sich auf eine ihrer Wirtspflanzen. Ein Synonym ist Pulvinaria betulae (Linnaeus, 1758).

## Merkmale
Die bräunlich gefärbten flachen ovalförmigen Schildläuse sind 3–8 mm lang. Auf ihrem Schild befinden sich höckerartige Gebilde. Die Männchen sind geflügelt.

## Verbreitung
Die Art ist in Europa fast überall verbreitet. In Nordamerika wurde die Art noch vor dem Jahr 1897 eingeschleppt. Die Art ist mittlerweile an vielen Orten (Asien, Neotropis, Neuseeland) weltweit verbreitet. In einem Bericht aus dem Jahr 2002 wurde erwartet, dass die Schildläuse in allen deutschen Weinbaugebieten in geringer Dichte zu erwarten sind.

## Lebensweise
Pulvinaria vitis ist eine thelytoke Art, die eine Generation im Jahr bildet. Die Schildläuse findet man an einer Vielzahl holziger Pflanzen, darunter Ahorn, Schwarz-Erle, Grau-Erle, Zwerg-Birke, Hänge-Birke, Moor-Birke, Hainbuche, Gemeine Hasel, Fächer-Zwergmispel, Großkelchiger Weißdorn, Quitte, Spindelsträucher, Buchen, Gemeine Esche, Äpfel, Europäische Hopfenbuche, Pappeln, Prunus, Mittelmeer-Feuerdorn, Kultur-Birne, Eichen, Johannisbeeren, Rosen, Weiden, Vogelbeere und Weinrebe. Die Schildläuse befallen Weinreben und zahlreiche Obstpflanzen, darunter Pfirsiche (Prunus persica), und gelten als Schädlinge von wirtschaftlicher Bedeutung. Im Frühjahr, im April und Mai, findet die Eiablage statt. Dabei bilden die Weibchen auf ihrer Unterseite einen Eisack. Der weiße Eisack wird durch ein Sekret der Drüsen auf der Ventralseite der Schildlaus gebildet. Ein Weibchen legt etwa 4000 Eier. Die Nymphen durchlaufen 3 Häutungen. Die Schildläuse saugen an den Trieben und Blättern ihrer Wirtspflanzen. Sie sind im Herbst geschlechtsreif. Die befruchteten Weibchen überwintern an der Rinde ihrer Wirtspflanzen.

## Natürliche Feinde
Eine Reihe von Erzwespen-Arten der Familie Encyrtidae parasitieren Pulvinaria vitis und stehen im Fokus von Studien zur biologischen Schädlingsbekämpfung. Die ausgewachsenen Erzwespen bohren sich vom Eisack durch die tote Schildlaus ins Freie. Folgende Erzwespen-Arten wurden aus Pulvinaria vitis gezüchtet: Cheiloneurus claviger, Coccophagus lycimnia, Coccophagus semicircularis, Metaphycus insidiosus, Microterys cneus, Microterys sylvius und Pachyneuron muscarum. Ein weiterer Parasitoid ist Eunotus obscurus aus der Familie Pteromalidae.